# خیخه
خیخه (به لهستانی:  Chichy) یک روستا در لهستان است که در گمینا ماوومیتسه واقع شده‌است. خیخه ۵۱۰ نفر جمعیت دارد.